# نور شمع
نور شمع (انگلیسی: By Candlelight) فیلمی کمدی به کارگردانی جیمز ویل است که در سال ۱۹۳۳ منتشر شد. از بازیگران آن می‌توان به الیسا لندی و پل لوکاس اشاره کرد.